# Yuri Denisiuk
Yuri Nikoláievich Denisiuk (Sochi, 27 de julio de 1927-San Petersburgo, 14 de mayo de 2006) fue un físico soviético que desarrolló grandes avances en el campo de la holografía.

## Biografía
Estudió física en el Instituto de Mecánica y Óptica de Leningrado, graduándose en 1954. Desde entonces, trabajó para el Instituto Estatal de Óptica Vavilov, donde ejerció durante más de 40 años. En 1962 combinó una fotografía en color natural realizada en 1908 por el Premio Nobel Gabriel Lippmann, con una holografía. El enfoque en esta combinación produjo como resultado un reflejo de luz blanca a modo de holograma que podía ser visto a la luz de una bombilla incandescente.
Tiempo después del surgimiento del primer holograma, las autoridades soviéticas se dieron cuenta de su importancia y establecieron laboratorios en todos sus grandes museos para generar hologramas de sus tesoros y mostrarlos así en exposiciones itinerantes sin necesidad de desplazar los originales.
Denisiuk fue director del Instituto Físico-químico de San Petersburgo A. F. Ioffe y del Instituto Estatal de Óptica Vavilov. Durante los últimos años de su vida, sus investigaciones se centraron en la lógica óptica, el almacenamiento de datos de alta densidad y la óptica no lineal, donde también realizó significativas contribuciones.

## Reconocimientos
En 1970 fue galardonado con el Premio Lenin y fue elegido miembro de la Academia Soviética de Ciencias. Junto con Emmett Leith, recibió el primer Premio Dennis Gabor de la International Society for Optics and Photonics en el año 1983.